# 布萊恩·索恩頓
布萊恩·索恩頓（英語：Brian Thornton；1985年4月22日—）是一位美國排球運動員 。他曾經在爾灣加州大學就讀。他也是美國國家男子排球隊的一員，代表美國參加了2012年夏季奧林匹克運動會。